# Edgerton, Kansas
Edgerton là một thành phố thuộc quận Johnson, tiểu bang Kansas, Hoa Kỳ. Năm 2010, dân số của xã này là 1671 người.

## Dân số
Dân số các năm:
- Năm 2000: 1440 người
- Năm 2010: 1671 người